# Endrinal
Endrinal – gmina w Hiszpanii, w prowincji Salamanka, w Kastylii i León, o powierzchni 33,54 km². W 2011 roku gmina liczyła 259 mieszkańców.